# Kumiko Funayama
 (mai 2014).
Si vous disposez d'ouvrages ou d'articles de référence ou si vous connaissez des sites web de qualité traitant du thème abordé ici, merci de compléter l'article en donnant les références utiles à sa vérifiabilité et en les liant à la section « Notes et références ».
Kumiko Funayama (舟山久美子, Funayama Kumiko, née le 29 avril 1991 à Tokyo, Japon), le plus souvent appelée Kumicky ou Kumikki, est une mannequin japonaise de style Gyaru. Elle est spécialisée dans la mode Kawaii qui consiste à paraître mignon, et fait des photos pour le magazine pour adolescentes Popteen, apparaissant parfois aussi dans Egg et Ranzuki.

## Biographie
Kumiko Funayama, de son surnom « Kumicky/Kumikki » est née le 29 avril 1991 dans la ville de Tokyo, capitale du Japon. Elle a commencé sa carrière en tant que mannequin pour un magazine de mode Japonaise Kawaii pour les jeunes filles et adolescentes appelé Popteen, et apparu plus rarement dans les magazines Egg et Ranzuki. Au fil des années elle devenue connue dans tout le Japon, et en plus d'être l'une des mannequins les plus connues de Popteen elle est une idol Japonaise. 
Elle est également connue dans certains pays étrangers tels que la France, les États-Unis, ou le Royaume-Uni.

## Vie privée
Dans sa vie privée, Kumiko a une meilleure amie : Mari Murata qui a habite à Chiba au Japon non-loin de la ville de Tokyo.
Kumiko fut en couple avec Ayumu Satou, un mannequin de Egg's man un magazine de mode Japonais.